# Список умерших в 1337 году
В этой статье представлен список известных людей, умерших в 1337 году.
См. также: Категория:Умершие в 1337 году

## Январь
- 3 января — Биндо Боничи[итал.] — итальянский поэт
- 4 января — Анежка Пржемысловна — дочь короля Чехии и короля Польши Вацлава II, княгиня-консорт Яворская (1319—1337), жена Генриха I Яворского
- 8 января — Джотто ди Бондоне — итальянский художник и архитектор, основоположник эпохи Проторенессанса, основатель итальянской школы живописи.
- 14 января — Джон Хотхэм[англ.] — английский государственный и религиозный деятель, лорд-казначей (1317—1318), лорд-канцлер (1318—1320, 1327—1328), епископ Или (1316—1337)

## Февраль
- 14 февраля — Даниэль Вигье[фр.] — епископ Нанта (1304—1337)
- 27 февраля — Такацукаса Фуюнори[нем.] — японский государственный деятель, кампаку (1330—1333)
- 28 февраля — Уильям ла Зуш — 1-й барон Зуш из Мортимера (1323—1327).

## Апрель
- 7 апреля — Таканнага[фр.] — японский принц, сын императора Го-Дайго, военачальник, покончил жизнь самоубийством в плену

## Май
- 2 мая — Абу Ташуфин I — правитель Тлемсена из династии Абдальвадидов (1318—1337).
- 5 мая — Маргарет Мортимер (33) — старшая дочь Роджера Мортимера, 1-го графа Марч, баронесса-консорт Беркли (1319—1337), жена Томаса де Беркли, 3-го барона Беркли.

## Июнь
- 7 июня:
  - Вильгельм I де Эно Добрый — граф Эно (Геннегау), граф Голландии, граф Зеландии (1304—1337);
  - Гвенллиан Уэльская[англ.] — единственный ребёнок (дочь) последнего независимого правителя Уэльса принца Гвинеда и принца Уэльского Лливелин ап Грифида; умерла в монастыре.
- 11 июня — Принцесса Джунши[англ.] — императрица-консорт Японии (1333—1337), жена Императора Го-Дайго
- 15 июня — Анжело Кларено[итал.] — основатель и лидер фратичелли, представителей еретического движения в Италии
- 25 июня — Федериго II (64) — регент Сицилии (1291—1295), король Сицилии (1295—1337).
- 27 июня — Уильям Синклер[англ.] — епископ Данкелда (1309—1337)
- 30 июня — Элинор де Клер (44) — леди Диспенсер (1314—1326), баронесса Гламорган (1314—1337), жена Хью ле Диспенсера Младшего.

## Июль
- 19 июля — Джон Лэнгтон[англ.] — английский государственный и религиозный деятель, лорд-канцлер (1292—1302, 1307—1310), епископ Или (1298—1299), епископ Чичестера (1305—1337).

## Август
- 27 августа — Иоганн II Лысый[англ.] — первый сеньор Верле-Гюстрова (1316—1337)

## Сентябрь
- 7 сентября — Селога — псковский посадник (1327—1337)
- 21 сентября — Иоганн I[англ.] — граф Габсбург-Лауфенбург (1314—1337); убит в плену
- Филипп III — маркграф Намюра (1336—1337); убит на Кипре.

## Декабрь
- 14 декабря — Генрих II, граф Фюрстенберга (с 1296).
- 19 декабря — Даниил II, архиепископ Сербский (с 1324), святой Сербской православной церкви.
- Джованни Мансионарио[англ.] — итальянский историк и гуманист

## Дата неизвестна или требует уточнения
- Аккурсо ди Кремона[итал.] — итальянский писатель
- Василий Симеонович — княжич московский, сын Симеона Ивановича Гордого.
- Кирилл и Мария Радонежские — родители преподобного Сергия Радонежского.
- Манса Муса — манса Мали (1312—1337)
- Михаил де Масса[англ.] — итальянский теолог и философ
- Мхитар Саснеци — армянский богослов, педагог, церковный деятель
- Тино ди Камаино — итальянский скульптор
- Феррето дей Феррери[итал.] — итальянский писатель.
- Чжу Сыбэнь, китайский картограф и даосский священнослужитель.